# 大泉洋
大泉洋（日语：／ Ōizumi Yō；1973年4月3日—）是日本男演員，出生於北海道江別市，隸屬經紀公司CREATIVE OFFICE CUE，AMUSE的劇場組合TEAM NACS的一員。2009年5月2日與中島久美子結婚，現居於東京都。

## 經歷
北海道江別市出生，札幌市立真駒内中學校、北海道札幌藻岩高等學校畢業。1994年就讀北海學園大學經濟學部經濟學科時，加入了學校的舞台劇研究社。讀大學時與森崎博之等五人友好，組成《TEAM NACS》。
1995年就讀大學時認識了鈴井貴之，參與北海道電視台的深夜節目《モザイクな夜V3》的演出，同時展開了他的演藝事業。隔年1996年10月在同電視台主持深夜節目《玩轉世界瘋很大》，透過主持節目一炮而紅，節目曾經創下18.6%的高收視率。
2005年開始，首次參演富士電視台的連續劇《救命病棟24時》，之後又演出《小早川伸木の恋》、《派遣女王》等多部超人氣電視劇。大泉洋不僅演戲，也曾參與過吉卜力工作室的長篇動畫《神隱少女》的配音演出。
2009年5月2日，與富士電視台的節目製作中島久美子宣佈結婚。2011年，第一個孩子出生。
2016年12月，個人散文集《從落難考生到影帝：大泉洋的十六年青春饒舌物語》中譯本出版。

## 戲劇作品

### 電視劇
- 《救命病棟24時3》（2005年1月 - 3月22日 富士）-飾 佐倉亮太
- 《小早川伸木之戀》（2006年1月12日 - 3月23日 富士）-飾 沼津壯太
- 《東京鐵塔~老媽和我，偶爾還有老爸~》（2006年11月18日 富士）-主演 中川雅也
- 《明智光秀~不被神眷顧的男人~》（2007年1月3日 富士）-飾 明智秀滿
- 《派遣女王》 （2007年1月10日 - 3月14日 NTV）-飾 東海林武
- 《我的野蠻媽咪》（2007年10月16日 - 12月18日 富士）-飾 川野哲
- 《人生補時》 （2008年4月5日 富士、第九話）-主演 三浦謙太郎
- 《料理仙姬》 （2008年5月13日 - 6月24日 NTV、第四話）-飾 台場建二
- 《那天，我們的生命輕如薄紙》 （2008年7月8日 NTV）-飾 嘉納二郎
- 《歡喜之歌》 （2008年9月7日 朝日）-主演 佐野亮介
- 《破浪餐廳》 （2008年11月1日 - 9日 NTV）-主演 老闆 小波健司
- 《紅鼻子老師》 （2009年7月 - 9月 NTV）-主演 石原參太朗
- 《工作狂媽媽!》 （2009年9月23日 NTV）-飾 醫生
- 《龍馬傳》 （2010年1月3日 - 12月 NHK大河劇）-飾 近藤長次郎
- 《我家的歷史》（2010年4月9日 - 11日 富士）-飾 小鶴
- 《黃金豬》 （2010年10月 - 12月 NTV）-飾 角松一郎
- 《99年的愛》 （2010年11月3日 - 11月7日 TBS）-飾 山岸登
- 《宇宙犬作戰》 （2010年7月9日 - 12月24日 東京電視、最終話episode 19的中篇和後篇 ）-飾 タブセ
- 《Lucky Seven》 （2012年1月16日 - 3月19日 富士）-飾 旭淳平
- 《湯咖哩》 （2012年4月13日 - 6月 TBS）-飾 五十嵐精二
- 《白金鎮》 （2012年8月19日 - 9月16日 WOWOW）-主演 山崎鉄郎
- 《合宿的戀人》 （2013年1月16日 - 3月13日 NTV）-飾 川木辰平
- 《超越巴肯記錄》 （2013年1月27日 北海道文化放送）-飾 梁川司
- 《地之鹽》 （2014年2月16日 - 3月9日 WOWOW）-主演 神村賢作
- 《父親的背影》 （2014年8月31日 TBS、第8話「駄菓子」）-飾 春部真
- 《小希》 （2015年3月30日 - 9月26日 NHK晨間劇）-飾 津村徹
- 《不便的便利屋》 （2015年4月17日 東京電視 、第2話）-飾 咖啡店店員
- 《真田丸》 （2016年1月10日 - 12月18日  NHK大河劇）-飾 真田信幸
- 《LEADERS II》 （2017年3月26日 TBS）-飾 菊間武二郎
- 《懸疑劇～王牌書店員們的精選之作》妻子的女性朋友 （2017年4月22日 富士）-主演 廣中肇
- 《黑井戶疑案（日语：黒井戸殺し）》 （2018年4月14日 富士）-飾 柴平祐
- 《兄妹》 （2018年6月25日 TBS）-主演 赤座伊之助
- 《請勿轉台！（日语：チャンネルはそのまま!）》 （2019年3月18日 - 22日 HTB）-飾 蒲原正義
- 《NO SIDE GAME》 （2019年7月7日 - 9月15日 TBS）-主演 君嶋隼人
- 《2020年 五月之恋》（2020年6月2日 - 5日 WOWOW）-主演 Motō
- 《超級特派員》第2季（2020年6月17日 - 8月5日 日本電視台）-飾 東海林武
- 《鎌倉殿的13人》（2022年1月9日 - 7月3日 NHK大河劇）-飾 源賴朝
- 《前男友的遺書》（2022年4月11日 - 6月20日 富士電視台）-飾 篠田敬太郎[4]
- 《Last Man-全盲搜查官-》 （2023年4月23日 - 6月25日 TBS）-飾 護道心太朗
- 《最終看到的街道（日语：終りに見た街）》（2024年9月21日 朝日電視台）-主演 田宮太一

### 電影
- 《卡美拉2 雷吉翁襲來》（1996年、監督：金子修介） -飾 地鐵乘客
- 《man-hole》（2001年、監督：鈴井貴之） -飾 寒河江純
- 《花神》（2001年、監督：望月六郎 R-18指定作品） -飾 挖金礦的人
- 《river》（2003年、監督：鈴井貴之） -主演 佐佐木耕一
- 《銀天使（日语：銀のエンゼル）》（2004年、監督：鈴井貴之）-飾 六木晴男
- 《Sugar＆Spice～風味絕佳》（2006年9月16日 監督：中江功） -飾 加油站主任
- 《咯咯咯鬼太郎》（2007年4月28日、監督：本木克英）-飾 鼠男
- 《放學後》（2008年5月24日、監督：内田けんじ）-主演 飾 神野良太郎
- 《仰望半月的夜空》（2010年4月3日、監督:深川榮洋）-飾 夏目先生
- 《如果高中棒球隊女經理讀過彼得杜拉克的管理學》（2011年6月、監督：田中誠）-飾 加地誠
- 《泡吧偵探（日语：探偵はBARにいる）》（2011年9月10日、監督:橋本一）-主演 偵探
- 《鬼壓床了沒》（2011年10月29日、監督:三谷幸喜）-飾 羽柴大輔
- 《幸福的麵包（日语：しあわせのパン）》（2012年1月21日、監督:三島有紀子） -主演 水縞尚
- 《大家早上好！（日语：グッモーエビアン!）》（2012年12月15日、監督:山本透） -主演 ヤグ（與麻生久美子雙主演）
- 《泡吧偵探2（日语：探偵はBARにいる#探偵はBARにいる2 ススキノ大交差点）》（2013年5月11日、監督:橋本一）-主演 偵探
- 《清須會議（日语：清須会議 (小説)#映画）》（2013年11月9日、監督:三谷幸喜） -飾 羽柴秀吉
- 《青天霹靂（日语：青天の霹靂_(小説)#映画）》（2014年5月24日、監督:劇團一人） -主演 轟晴夫
- 《葡萄的眼淚（日语：ぶどうのなみだ）》（2014年10月11日、監督:三島有紀子） -飾 アオ(阿青)
- 《再一次說愛你》（2014年11月8日、監督:深川榮洋) -飾 優太郎
- 《投靠女與出走男》（2015年5月16日、監督:原田眞人） -主演 飾 中村信次郎
- 《請叫我英雄》（2016年4月23日、監督:佐藤信介 R-15指定作品） -主演 鈴木英雄
- 《金牌男子（日语：金メダル男）》（2016年10月22日、監督:内村光良） -飾 川原老師
- 《東京喰種》（2017年7月29日、監督:荻原健太郎） -飾 真戶吳緒
- 《鋼之鍊金術師》（2017年12月1日、監督:曾利文彥） -飾 修·塔克
- 《泡吧偵探3（日语：探偵はBARにいる#探偵はBARにいる3）》（2017年12月1日、監督:吉田照幸）-主演 偵探
- 《愛在雨過天晴時》《戀如雨止》（2018年5月25日、監督:永井聰） -主演 近藤正己
- 《燒肉龍（日语：焼肉ドラゴン#映画）》（2018年6月22日、監督:鄭義信） -飾 哲男
- 《爸爸是壞人冠軍（日语：パパはわるものチャンピオン）》（2018年9月21日、監督:藤村享平） -飾 主編
- 《三更半夜居然要吃香蕉（日语：こんな夜更けにバナナかよ 筋ジス・鹿野靖明とボランティアたち#映画）》（2018年12月28日、監督:前田哲） -主演 鹿野靖明
- 《天空餐廳（日语：そらのレストラン）》（2019年1月25日、監督:深川栄洋） -主演 設楽亘理
- 《Goodbye~從謊言開始的人生喜劇~（日语：グッドバイ〜嘘からはじまる人生喜劇〜）》（2020年2月14日、監督:成島出） -主演 田島周二
- 《新解釋·三國志》（2020年12月11日、監督:福田雄一） -主演 劉備玄德
- 《錯視畫的利牙》（2021年3月26日、監督:吉田大八） -主演 速水輝
- 《淺草小子》（2021年12月9日、監督:劇團一人） -主演 深見千三郎（與柳樂優彌雙主演）
- 《月之圓缺（日语：月の満ち欠け）》（2022年12月2日、監督:廣木隆一） -主演 小山內堅
- 《日安，我的母親（日语：こんにちは、母さん）》（2023年9月1日、監督:山田洋次） -飾 神崎昭夫
- 《Dear・Family（日语：ディア・ファミリー）》（2024年6月14日、監督:月川翔）-主演 坪井宣政
- 《室町無賴》（2025年1月17日、監督:入江悠） -主演 蓮田兵衛
- 《塗鴉日記》（2025年5月16日、監督: 關和亮）-飾 日高健三
- 《電影Last Man -FIRST LOVE-》（2025年12月、監督: 平野俊一）-飾 護道心太朗[5]

### 配音

#### 電影、動畫
- 《神隱少女》（2001年 監督：宮崎駿）-配音角色 番台蛙[1]
- 《貓的報恩》（2002年、監督：森田宏幸）
- 《霍爾的移動城堡》（2004年 監督：宮崎駿）-配音角色 王子 稻草人(台譯:蕪菁）、士兵[1]
- 《買下星星的日子》（2006年、監督：宮崎駿）-配音角色 麥金索
- 《勇者物語》（2006年、監督：千明孝一）-配音角色 奇奇瑪
- 《雷頓教授與永遠的歌姬》（2009年、監督：橋本昌和）-主演 配音角色 雷頓教授
- 《豆富小僧（日语：豆富小僧）》 （2011年、監督：河原真明）-配音角色 死神
- 《回憶中的瑪妮》（2014年、監督：米林宏昌）-配音角色 山下醫生
- 《怪物的孩子》（2015年、監督：細田守）-配音角色 多多良[1]
- 《哆啦A夢：大雄的金銀島》（2018年、監督：今井一曉）-配音角色 西爾弗船長
- 《名偵探柯南：100萬美元的五稜星》（2024年、監督：永岡智佳）-配音角色 川添善久[6]

#### 遊戲配音
- 雷頓教授系列－ 配音角色 雷頓
  - 雷頓教授與不可思議城鎮（2007年）
  - 雷頓教授與惡魔之箱（2007年）
  - 雷頓教授與最後的時間旅行（2008年）
  - 雷頓教授與魔神之笛（2009年）
  - 雷顿教授与奇迹假面（2011年）[7]
  - 雷顿教授VS逆转裁判（2012年）[8]
  - 雷顿教授与超文明A的遗产（2013年）[9]
- 第二國度系列－ 配音角色 賈羅
  - 第二國度 漆黑的魔導士（2010年）
  - 第二國度 白色聖灰的女王（2011年）

#### 外語作品日語配音
- 鬼靈精（2018年）-配音角色 鬼靈精

### 舞台劇
- 「ベッジ・パードン bedge pardon」（2011年6月6日～7月31日、導演劇本：三谷幸喜）-飾 畑中惣太郎
- 「ドレッサー」（2013年6月28日～07月28日、導演劇本：三谷幸喜、原作：羅納德·哈伍德）-飾 ノーマン
- 「子供の事情」 (2017年7月8日〜8月6日、導演劇本：三谷幸喜) -飾 ジョー
- 「大地」 (2020年7月1日〜8月23日、導演劇本：三谷幸喜) -主演

### 音樂CD
- 本日のスープ（大泉洋 with STARDUST REVUE）
- 起きないあいつ（FANTAN feat. THE UNCOLOURED）
- 出ていったあいつ（FANTAN feat. THE UNCOLOURED）

## 主持節目
- 《モザイクな夜V3》（1995年7月 北海道電視台)
- 《玩轉世界瘋很大》（1996年 北海道電視台)
- 《大泉洋挑戰全職場（日语：1×8いこうよ!）》（2000年 札幌電視台)
- 《ハナタレナックス》（2003年 北海道電視台)
- 《大泉洋驚奇美食趴（日语：おにぎりあたためますか）》（2003年 北海道電視台)
- 《SONGS（日语：SONGS）》節目的門面（2018年5月12日 NHK)
- 《第71回NHK紅白歌合戰》白組主持人（2020年12月31日 NHK)

## 獎項
| 年份   | 大賞名稱                 | 獎項           | 作品                     |
| ------ | ------------------------ | -------------- | ------------------------ |
| 2005年 | 第44回日劇學院賞         | 新人俳優賞     | 《救命病棟24時3》        |
| 2007年 | 第55回日劇學院賞         | 最佳男配角     | 《我的野蠻媽咪》         |
| 2012年 | 第35回日本電影金像獎     | 優秀主演男優賞 | 《泡吧偵探》             |
| 2014年 | 第6回TAMA電影獎          | 最優秀男優賞   | 《清須會議》             |
|        | 第6回TAMA電影獎          | 最優秀男優賞   | 《晴天霹靂》             |
| 2015年 | 第39回日本電影金像獎     | 優秀主演男優賞 | 《投靠女與出走男》       |
|        | 第58回藍絲帶獎           | 最佳男主角獎   | 《投靠女與出走男》       |
| 2017年 | 第41回日本電影金像獎     | 優秀主演男優賞 | 《泡吧偵探3》            |
| 2019年 | 第27回橋田獎             |                | 《兄妹》                 |
|        | 第17回CONFiDENCE日劇大獎 | 最佳主演男優賞 | 《No Side Game》         |
| 2022年 | 第46回日本電影金像獎     | 優秀主演男優賞 | 《月之圓缺》             |
| 2023年 | 第116回日劇學院賞        | 最佳男配角     | 《Last Man-全盲搜查官-》 |

## 外部連結
- 事務所官方網站（页面存档备份，存于）（日語）
- 大泉洋在互联网电影资料库（IMDb）上的資料（英文）
- 【人物特寫】大泉洋：改寫日本綜藝史的那個男人！無法被定義的國民俳優 （页面存档备份，存于） 關鍵評論-電影神搜